# Мордехай га-Коген из Сафеда
Мордехай га-Коген из Сафеда — каббалист второй половины XVI века из города Сафеда (ныне Цфат в Израиле).
Был учеником рабби Израиля де Куриеля (1501—1573) и современником рабби Иосифа ди Трани, который упоминает его в своих респонсах («Scheelot u-Teschubot» в трёх томах, 1641—1645, том II, № 106).
Мордехай — автор каббалистического комментария к Пятикнижию под заглавием «Sifte Kohen» (Венеция, 1605; Вандсбек, 1690).